# ستمگر
ستمگر (انگلیسی: Tyrant) (با معنی‌های دیگر مستبد یا جباریت) مجموعه تلویزیونی درام آمریکایی است که کارگردان و نویسنده آن گیدئون راف و تهیه کننده‌های آن هاوارد گوردون و کریگ رایت می‌باشند. پخش فصل نخست این سریال به تعداد ۱۰ قسمت از ۲۴ ژوئن ۲۰۱۴ در شبکه تلویزیونی اف‌ایکس آغاز شد و تا ۲۶ اوت ۲۰۱۴ ادامه داشت. پخش فصل دوم مجموعه نیز به تعداد ۱۲ قسمت از ۱۶ ژوئن، تا ۱ سپتامبر ۲۰۱۵ ادامه داشت. پخش فصل سوم نیز در سال ۲۰۱۶ آغاز خواهد شد.

## داستان
«بسام بری الفعید» یک پزشک متخصص اطفال ساکن در کالیفرنیا و همچنین پسر دوم یک دیکتاتور در خاورمیانه است که بعد از ۲۰ سال تصمیم می‌گیرد تا همراه با خانواده‌اش برای عروسی برادر زاده‌اش به کشورش عابدین سفر کند، اما حوادث و اتفاقاتی که رخ می‌دهد باعث می‌شود تا برای رهایی از نظام دیکتاتوری به مردم کشورش کمک کند...